# Don't Pass Me By
"Don't Pass Me By" é uma canção composta por Ringo Starr e lançada por The Beatles em seu álbum homônimo de 1968. Foi a primeira canção inteiramente composta por Starr a ser gravada pelo grupo. A música foi lançada como um single na Escandinávia, mas foi creditada erroneamente como sendo composta por Lennon McCartney. Esse single chegou a ser número um na Dinamarca em Abril de 1969.

## Origens da criação
A primeira menção sobre ela foi às sessões da BBC ao introduzir “And I Love Her” no programa de 1964, Top Gear. Numa conversa foi perguntado a Ringo se ele compunha para os Beatles, e Paul respondeu por ele interrompendo: “Don't pass me by, don't make me cry, don't make me blue”, mas parando após isso (ossivelmente Ringo já tinha tentado mostrá-la na época). A canção se tornou muito diferente da cantada na época, sendo posteriormente um blues de 3 acordes.

## Letra
A letra simples escrita por Ringo, traduzida como "Não me Passe pra Trás," fala sobre um pedido de desculpas, e arrependimento dizendo a garota para não "passa-lo pra trás, porque ele ama somente ela e sente ter duvidado que ela demorou por ter sofrido um acidente de carro."

## Gravação
A canção foi gravada em 1968, em três sessões diferentes: 5 e 6 de Junho e 12 de Julho. Mesmo sendo referenciada em 1964 pelo “Don't Pass Me By” cantada, a canção ainda era chamada de "Ringo's Tune (Untitled)" (Canção de Ringo – Sem título) e em 5 de Junho vinha escrito na fita, "This Is Some Friendly" (Isto é algo amigável), mas foi em 12 de Julho que ganhou seu título original.
Durante as gravações do vocal principal em 6 de Junho, é possível ouvir Starr contar 8 tempos na canção (próximo a 2:40) na versão em CD de 1987. 
A mixagem em mono dessa música é mais rápida que a versão estéreo, está num tom mais alto e possui um arranjo diferente do violino no fade-out.
George Martin fez os arranjos de orquestra que entraria na introdução da música, mas foi rejeitada. Em 1996, a introdução foi lançada como a faixa “A Beginning” no disco 3 do “The Beatles Anthology.”

## Os músicos
- Ringo Starr – vocal, bateria, piano, sinos, maracas, congas
- Paul McCartney – piano de cauda, baixo
- Jack Fallon – violino

Créditos por Ian MacDonald e apoiado por Mark Lewisohn